# Bois de Petit Han
Bois de Petit Han är en skog i Belgien.   Den ligger i provinsen Luxemburg och regionen Vallonien, i den sydöstra delen av landet, 100 km sydost om huvudstaden Bryssel.
I omgivningarna runt Bois de Petit Han växer i huvudsak blandskog. Runt Bois de Petit Han är det ganska tätbefolkat, med 90 invånare per kvadratkilometer.